# Sjörups distrikt
Sjörups distrikt är ett distrikt i Ystads kommun och Skåne län. 
Distriktet ligger väster om Ystad. 

## Tidigare administrativ tillhörighet
Distriktet inrättades 2016 och utgörs av socknen Sjörup i Ystads kommun.
Området motsvarar den omfattning Sjörups församling hade 1999/2000.